# 新豊洲駅

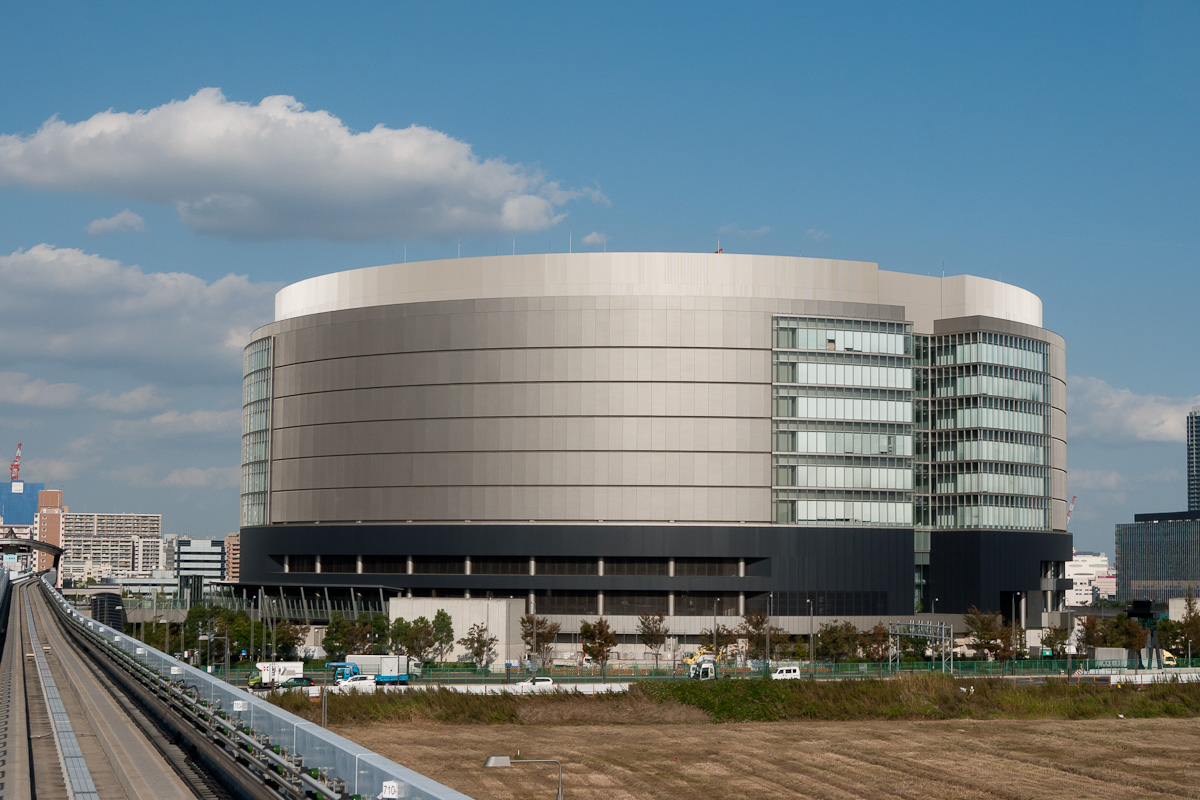
テプコ豊洲ビル
左端が新豊洲駅

新豊洲駅（しんとよすえき）は、東京都江東区豊洲六丁目にある、東京臨海新交通臨海線（ゆりかもめ）の駅である。駅番号はU 15。

## 歴史
- 2005年（平成17年）4月28日 - 正式駅名が新豊洲駅と決定（仮称：豊洲（2）駅）。
  - 区画整理事業及び民間開発により、新しい街が生み出されることから新豊洲と名づけられた[2]。
- 2006年（平成18年）3月27日 - 開業[1]。

## 駅構造
島式ホーム1面2線の高架駅。改札階共に道路の直上に位置しており、歩道から改札階に上がり、その後上階のホームへ入ることとなる。

### のりば
| 番線 | 路線       | 行先     |
| ---- | ---------- | -------- |
| 1    | ゆりかもめ | 豊洲方面 |
| 2    | ゆりかもめ | 新橋方面 |

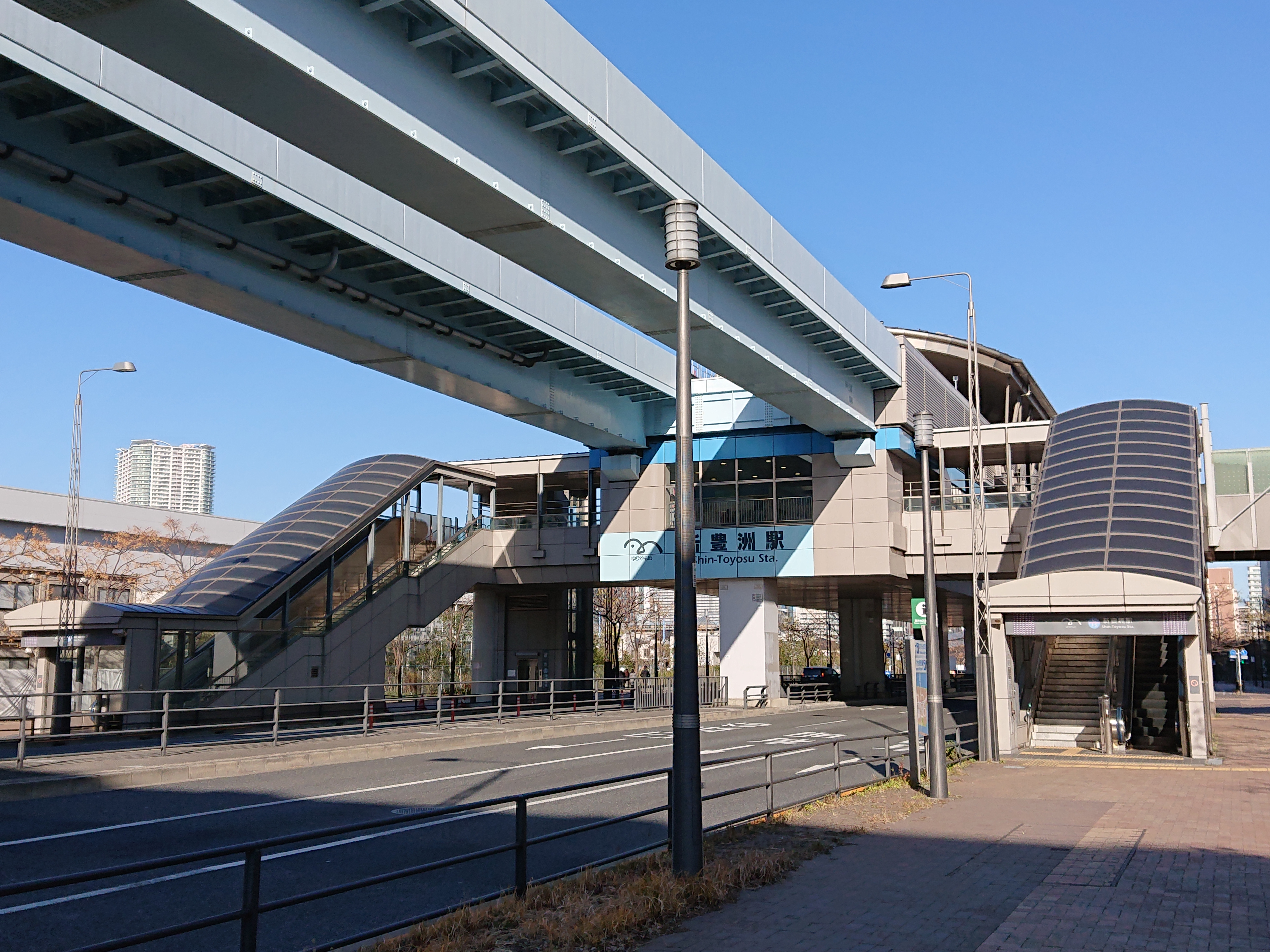
駅入口（2019年1月1日）
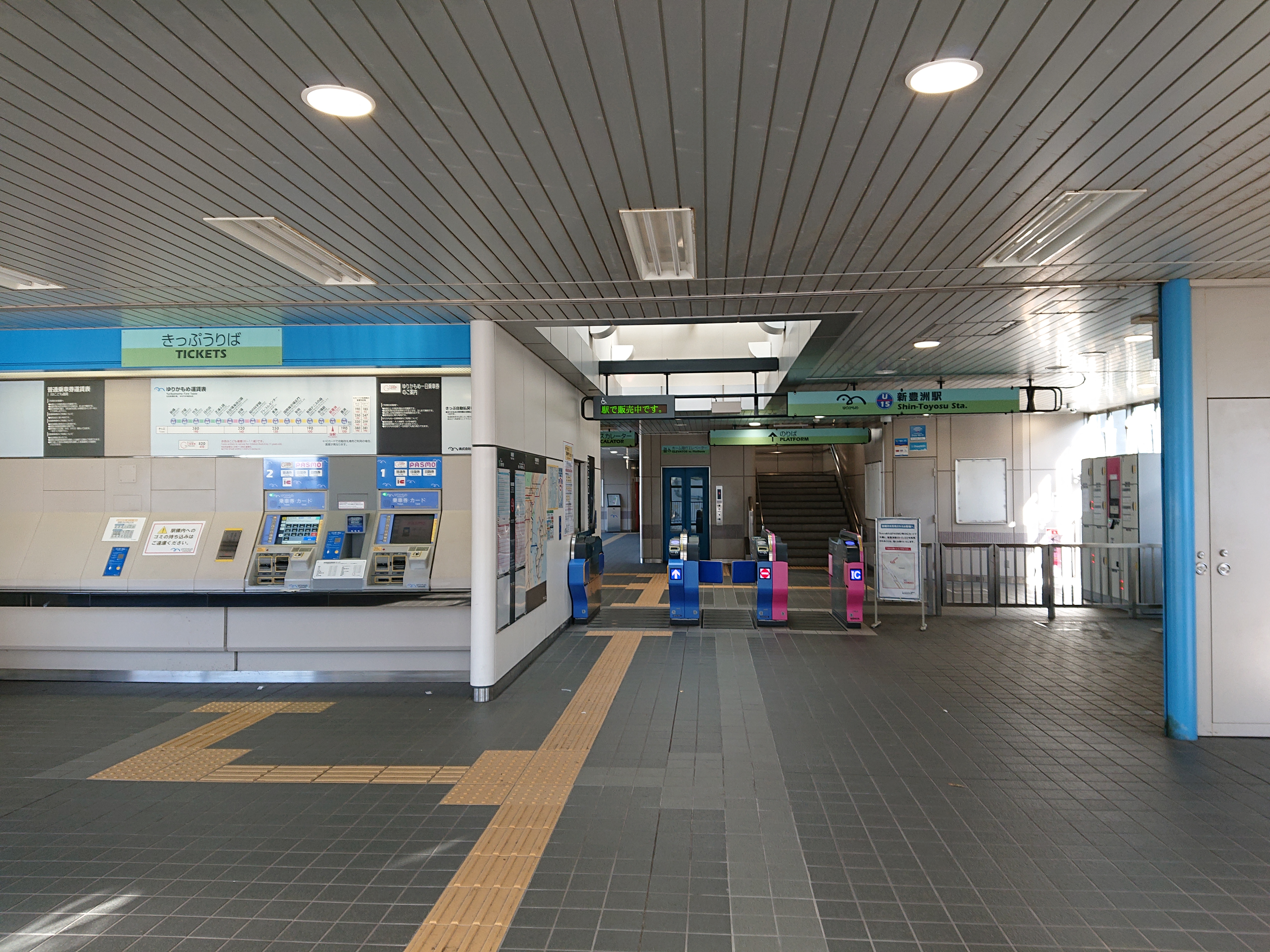
改札口（2019年1月1日）
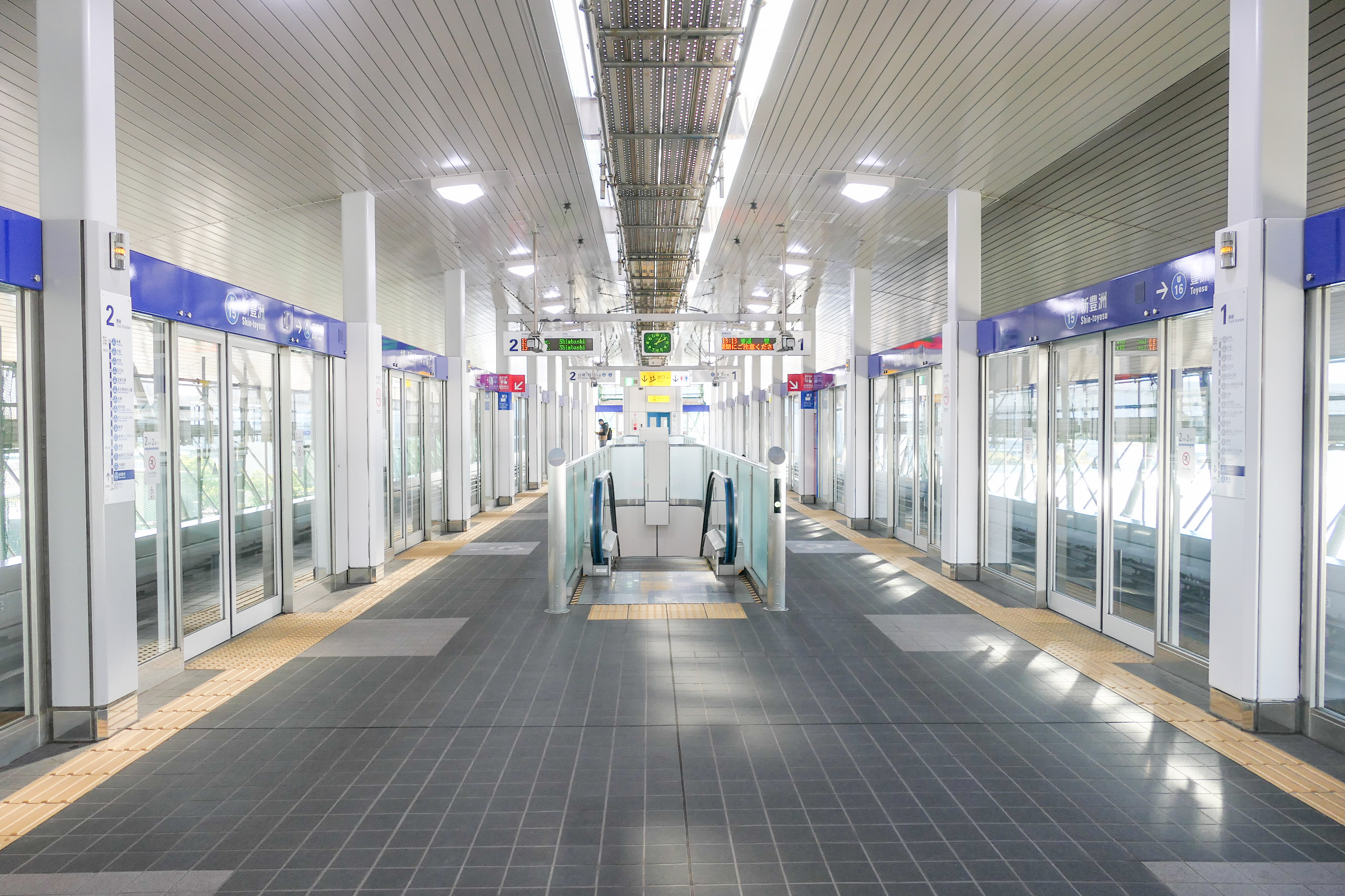
ホーム（2025年1月16日）

## 利用状況
2023年度（令和5年度）の1日平均乗降人員は11,257人である。
開業以来の1日平均乗車人員推移は下記の通り。
| 年度               | 1日平均 乗降人員 | 1日平均 乗車人員 | 出典              |
| ------------------ | ---------------- | ---------------- | ----------------- |
| 2005年（平成17年） |                  | 400              | [ 東京都統計 1 ]  |
| 2006年（平成18年） |                  | 473              | [ 東京都統計 2 ]  |
| 2007年（平成19年） |                  | 724              | [ 東京都統計 3 ]  |
| 2008年（平成20年） |                  | 685              | [ 東京都統計 4 ]  |
| 2009年（平成21年） |                  | 663              | [ 東京都統計 5 ]  |
| 2010年（平成22年） |                  | 633              | [ 東京都統計 6 ]  |
| 2011年（平成23年） |                  | 623              | [ 東京都統計 7 ]  |
| 2012年（平成24年） |                  | 767              | [ 東京都統計 8 ]  |
| 2013年（平成25年） |                  | 888              | [ 東京都統計 9 ]  |
| 2014年（平成26年） |                  | 1,321            | [ 東京都統計 10 ] |
| 2015年（平成27年） |                  | 2,194            | [ 東京都統計 11 ] |
| 2016年（平成28年） |                  | 2,060            | [ 東京都統計 12 ] |
| 2017年（平成29年） |                  | 1,942            | [ 東京都統計 13 ] |
| 2018年（平成30年） | 6,641            | 3,274            | [ 東京都統計 14 ] |
| 2019年（令和元年） | 6,797            | 3,399            |                   |
| 2020年（令和02年） | 2,461            | 1,192            | [ 東京都統計 15 ] |
| 2021年（令和03年） | 3,519            | 1,713            |                   |
| 2022年（令和04年） | 7,144            | 3,573            |                   |
| 2023年（令和05年） | 11,257           | 5,713            |                   |

備考
1. ↑  東京都統計年鑑を出典にしている数値については、元データが1,000人単位で掲載されているため、*1000/365（or366）で計算。
2. ↑  2006年3月27日開業。開業日から2006年3月31日までの計5日間を集計したデータ。

## 駅周辺
ゆりかもめ開業前は新東京火力発電所が立地していた地域である。開業当初は周辺施設が少なく空き地も目立っていたが、2010年代に入り高層マンションの建設など開発が進んだ。隣の市場前駅とも500メートルしか離れていないため、同駅周辺の施設へのアクセスにも活用できる。
当駅を中心とした新豊洲エリアでは、豊洲埠頭に約18ヘクタールの土地を所有している東京ガス不動産により、「TOYOSU22」というビジョンをもとに、水と緑あふれる隣都心豊洲の22世紀に引き継ぐ価値ある街づくりが進められている。併せて、「SPORT×ART（スポーツバイアート）」というコンセプトも「TOYOSU22」の3つのコンセプトのひとつである「スマートコミュニティ」づくりのための活動テーマとして掲げられている。
- チームラボプラネッツ TOKYO DMM.com（徒歩約1分）
- 豊洲PIT（徒歩約3分）
- MIFA Football Park（徒歩約3分）
- Wild Magic The Rainbow Farm（徒歩約3分）
- テプコ豊洲ビル（ビッグドラム）（東京電力パワーグリッド新豊洲変電所 他）（ペデストリアンデッキで直結）
- 新豊洲キューブ（テプコ豊洲ビル（ビックドラム）に隣接）
- SKYZ TOWER&GARDEN
- BAYZ TOWER&GARDEN
- 芝浦工業大学附属中学高等学校
- 新豊洲さくら広場
  - CITABRIA FOOD LAB・CITABRIA BAYPARK Grill & Bar - 豊洲のベイサイドビューが楽しめる屋外型レストラン。
  - 豊洲ぐるり公園 - ドラマや映画等のロケ地として頻繁に登場する。2018年開園。
  - ララシャンスガーデン東京ベイ - 豊洲ぐるり公園内にある結婚式場。
  - マギーズ東京 - イギリスで生まれたがん患者とその家族のための精神的サポートを提供する施設。
  - My Village - 幼児から大人までが様々な英語プログラムを楽しむことができる新感覚の国際村。
  - 東京ガス豊洲スマートエネルギーセンター
- 木遣り橋
- 有明オリンピック・パラリンピックパーク[6]
  - 有明親水海浜公園
  - 有明アリーナ - 木遣り橋経由（徒歩約8分）
- 晴海大橋
- 晴海トリトンスクエア - 晴海大橋経由（徒歩約15分）
- 首都高速10号晴海線 豊洲出入口

### バス路線
最寄停留所は、周辺道路上にある新豊洲駅前である。以下の路線が乗り入れ、 東京都交通局（都営バス）により運行されている。
- 都05-2：東京ビッグサイト行・有明一丁目行・有明ガーデン行 / 東京駅丸の内南口行
- 深夜13：有明一丁目行（平日のみ運行）
- 市01：新橋駅前行
- 陽12-2：豊洲市場行・市場前駅前行 / 東陽町駅前行
- 陽12-3： 東京テレポート駅前行 / 東陽町駅前行（土休日のみ運行）

都営バスの急行06と東京BRT（晴海・豊洲ルート）も新豊洲駅付近を通過するが停車しない。

## 隣の駅
ゆりかもめ
 東京臨海新交通臨海線
市場前駅 (U 14) - 新豊洲駅 (U 15) - 豊洲駅 (U 16)